# Nusantara
Nusantara (indonezijski izgovor: [nusanˈtara]), indonezijski: Ibu Kota Nusantara, IKN), budući je glavni grad Indonezije, koji je trebao biti inauguriran 17. kolovoza 2024. (Dan neovisnosti Indonezije), ali to je odgođeno na nepoznato razdoblje, jer radovi nisu završeni. Nusantara će zamijeniti Jakartu kao nacionalnu prijestolnicu, položaj koji potonji grad ima od proglašenja neovisnosti zemlje 1945. 
Nusantara se nalazi na istočnoj obali otoka Borneo, točnije u pokrajini Istočni Kalimantan. Očekuje se da će grad obuhvaćati područje od 2560 km2, okruženo brdovitim krajolicima, šumom i prirodnim zaljevom.
Izgradnja je započela u srpnju 2022. godine, počevši od čišćenja terena i izgradnje pristupnih cesta. Početna faza, poznata kao 'Državna središnja zona', uključivat će vladine urede, škole i bolnice.
Projekt se procjenjuje na 523 trilijuna indonezijskih rupija (35 milijardi američkih dolara) i bit će dovršen u 5 faza. Faza 1 započela je u kolovozu 2022. Oko 150,000 do 200,000 radnika iz cijele Indonezije sudjelovalo je u ovom projektu s dodatnom radnom snagom u regiji Nusantara kako bi se osiguralo sudjelovanje lokalnih radnika. Očekuje se da će projekt biti u potpunosti završen 2045. godine, a faza 5 je posljednja.

## Galerija
- Satelitski snimak Nusantare 2024.
- Predsjednik Indonezije Joko Widodo nadgleda gradnju Predsjedničke palače u Nusantari.
- Unutrašnjost palače Garude.
- Prvi čovjek koji je glasovao na izborima u Nusantari.